# Misiones (Paragvaj)
Misiones je jedan od 17 okruga u Paragvaju. Središte okruga je u gradu San Juan Bautisti. 

## Zemljopis
Okrug se nalazi na jugu Paragvaja na granici s Argentinom. Misiones se proteže na 9.556 km² te je deveti po veličini paragvajski okrug.

## Stanovništvo
Prema podacima iz 2009. godine u okrugu živi 141.851 stanovnik dok je prosječna gustoća naseljenosti 14,84 stanovnika na km². 

## Administrativna podjela
Okrug je podjeljen na 10 distrikt:
| Distrikt       | km²   | Stanovništvo (2002.) |  |
| -------------- | ----- | -------------------- |  |
| Ayolas         | 1.060 | 15.219               |  |
| San Ignacio    | 2.020 | 50.468               |  |
| San Juan Btta. | 2.300 | 16.563               |  |
| San Miguel     | 540   | 5.253                |  |
| San Patricio   | 190   | 3.570                |  |
| Santa María    | 520   | 7 385                |  |
| Santa Rosa     | 1.010 | 17.612               |  |
| Santiago       | 740   | 6.753                |  |
| Villa Florida  | 196   | 2.576                |  |
| Yabebyry       | 984   | 2.854                |  |